# Capodanni ebraici
Nella religione ebraica, secondo l'esegesi ebraica del Talmud, esistono quattro tipologie di Capodanno ebraici:
(Ct Rabbah 2,19-25)
- Pesach: libertà per il popolo ebraico.[2]
- Shavuot: definito anche Festa delle primizie, è anche il momento del dono della Torah e dei dieci comandamenti.[3]
- Tu b'Shvat: conosciuto anche come Capodanno degli alberi.
- Rosh haShanah: definito anche Capodanno dei re.[4]